# Œuvres de jeunesse de Balzac
Les œuvres de jeunesse de Balzac comprennent, d'une part, des essais philosophiques et des essais romanesques inachevés qui resteront inédits du vivant de Balzac, et, d'autre part, des romans de jeunesse produits à des fins alimentaires et sous divers pseudonymes (« Lord R’hoone », « Horace de Saint-Aubin » ou « Aurore Cloteaux »), entre 1820 et 1827. Longtemps « ignorés », ces premiers écrits ont suscité, depuis les années 1960, un certain intérêt auprès d’universitaires qui s’interrogent sur leur lien avec La Comédie humaine.

## Les essais philosophiques inédits
« Avant toute tentative de création romanesque, Balzac s'est exercé à philosopher. » Son « Discours sur l'immortalité de l'âme », est constitué d'une série de fragments dans lesquels il réfute la position du dualisme cartésien en faveur du monisme. Le jeune Balzac s'appuie sur la philosophie des Lumières et le modèle mis de l'avant par Étienne Geoffroy Saint-Hilaire, qui défendait le principe d'unité de composition contre le système de Georges Cuvier. Certains aphorismes révèlent déjà son ambition littéraire : « Beaucoup de gens écrivent pour qu'on lise leurs pensées, celui qui veut s'attacher au solide doit écrire pour faire penser son lecteur. C'est mon but. » Il affirme sa prédilection pour la philosophie d'Épicure, déplore la fadeur de la peinture des vertus et s'interroge sur le bonheur : « Une bulle de savon qui change de couleur comme l'iris et qui éclate quand on la bouge. »
Ces essais contiennent aussi des notes sur ses « Lectures de philosophes » (Malebranche, Descartes, Spinoza, dont il traduit le début de l'Éthique, et d'Holbach) ainsi qu'un bref « Essai sur le génie poétique » et un « Traité de la prière ». Ces divers textes sont tous inachevés.

## Les essais romanesques inédits
Entre 1820 et 1824, Balzac s'essaie à la littérature. Il travaille en 1820 à un projet de roman avorté, dont on a conservé deux ébauches successives, Agathise et Falthurne, récit qu'il attribue à un abbé italien fictif (Savonati) traduit par un traducteur fictif (un maître d’école nommé Matricante). Ces romans dont l’action se déroule en Italie et dont l’héroïne est dotée de pouvoirs surnaturels mêlent le style de Walter Scott et celui de Rabelais. Le début et la fin en sont perdus.
Entre 1820 et 1821, il travaille à un roman épistolaire, Sténie ou les erreurs philosophiques, qu'il envisageait de publier en deux petits volumes, ainsi qu'en atteste le calibrage des signes, mais qu'il abandonna après 52 lettres. Ce roman est inspiré à la fois de La Nouvelle Héloïse et de Werther. L'histoire porte la marque du romantisme, comme le note Maurice Bardèche : « La jeune femme est éperdue, l’amant est irrésistible, le mari brutal et cynique. »

## Les romans de jeunesse

### Une production commerciale
Poussé par des commanditaires peu scrupuleux, Étienne Arago et Auguste Lepoitevin, Balzac produit en même temps nombre de romans de jeunesse qu’il signe d'abord sous le pseudonyme de Lord R’hoone (anagramme d’Honoré) puis sous celui Horace de Saint-Aubin et, occasionnellement, Viellerglé (anagramme de l'Égreville, nom usurpé par Lepoitevin) et Aurore Cloteaux. Ses commanditaires agissent comme des négriers. Ils disposent d’une réserve de jeunes plumes et s’autorisent à cosigner des textes rédigés par leurs « esclaves ». Ainsi L'Héritière de Birague paraît en 1821 sous les signatures de Lord R’hoone et d'Étienne Arago.
Lepoitevin « tenait sous ses ordres, comme un maître d’école armé de sa férule, une douzaine de jeunes gens qu’il traitait de petits crétins. Il les formait dans l’art d’aiguiser le poignard de l’esprit et de frapper au bon endroit ». Étienne Arago, frère du célèbre astronome, collabore à cet « atelier de romans » et il offre une place au jeune écrivain. Le roman ici n’est pas un art, mais une fabrication en série. Balzac accepte, trop heureux de se « faire la main ».

Dans ce même esprit, Balzac publie en 1823 : L'Anonyme, ou, Ni père ni mère, Jean-Louis ou la fille trouvée, Clotilde de Lusignan ou le beau juif, Wann-Chlore, Le Vicaire des Ardennes, qui est aussitôt saisi et interdit : 

« Le roman commençait pourtant assez bien, sur un ton qui rappelait Sterne. Quelques portraits d’originaux de village : un instituteur féru de latin, un maire épicier, un bon vieux curé aussi fertile en proverbes que Sancho Pança, prenaient du relief, encore que leurs ridicules fussent exagérés et monotones. Puis tout se gâtait, on tombait dans le drame larmoyant ; un pirate à la Byron envahissait les Ardennes, le vicaire, tout prêtre qu’il était, se mariait pour apprendre qu’il avait épousé sa propre sœur, et découvrir enfin que cette sœur n’était pas sa sœur ! La censure n’avait par mal servi Horace de Saint-Aubin. »

Deux semaines plus tard, paraît Le Centenaire ou les Deux Beringheld, signé « Horace de Saint-Aubin, bachelier ès lettres », un roman « avec des épisodes audacieusement enchevêtrés, au mépris de toute chronologie ». Puis en 1823 La Dernière Fée ou la nouvelle lampe merveilleuse, un livre exécrable, dans lequel « Balzac mêle un vaudeville de Scribe à un roman de Mathurin ».
Cette même année, Balzac publie sur commande d’Horace Raisson une brochure sur Le Droit d'aînesse et une Histoire impartiale des jésuites, puis Le Code des gens honnêtes ou l’art de ne pas être dupe des fripons, en 1825, signé de son commanditaire Horace Raisson. Si l’apprenti romancier peut enfin gagner de quoi vivre, assez largement, les conditions dans lesquelles il travaille lui deviennent peu à peu insupportables.
Balzac produit encore : L’Excommunié, Don Gigadas, des poèmes, des contes, des nouvelles. Il est certainement responsable, en tout ou en partie, de l'ouvrage intitulé Le Mulâtre, publié le 6 mars 1824 sous le nom d'Aurore Cloteaux. La liste des productions de celui qui ne signe encore ni Balzac, ni « de » Balzac, est vertigineuse. On peut s’en faire une idée à partir des Œuvres diverses  ou des Premiers romans réédités en deux volumes, respectivement dans la collection « Bouquins » ou en Pléiade.
Cet épisode de sa vie sera évoqué dans Illusions perdues, où les humiliations de Lucien de Rubempré journaliste, acoquiné avec une bande de voyous de la plume, ressemblent fort à celles que Balzac a connues. Écœuré par ce qu’il écrit, le jeune Balzac aurait alors songé à se suicider.
Ces œuvres sont hantées par des fantasmes de décapitation, qui peuvent être analysés comme une angoisse de castration et corrélés avec la thématique de la régression infantile symbolisée par les souterrains. Le thème de l'inceste avec la sœur-amante se répète de roman en roman. Dans Sténie, Le Vicaire des Ardennes et Wann-Chlore, des amoureuses exceptionnelles sont engagées dans une passion d'autant plus impossible qu'elle se veut absolue ; ces amantes d'une pâleur livide, souvent associées à un milieu aquatique, partagent certaines caractéristiques des fantômes, des vampires et des goules.

### Postérité des romans de jeunesse
Plus tard, Balzac reniera énergiquement ces romans commerciaux qu’il considère comme des « cochonneries littéraires ». Il va jusqu’à renier Les Chouans, dont il prétend que c’est sa première croûte, dans une lettre adressée au baron Gérard, auquel il envoie le roman avec les quatre premiers volumes des Études de mœurs : « une de mes premières croûtes » écrit-il le 8 juin 1834. Il les proscrira de l’édition de ses œuvres complètes, tout en les republiant en 1837 sous le titre Œuvres complètes de Horace de Saint-Aubin, et en faisant compléter certains ouvrages par des collaborateurs, notamment le marquis de Belloy et le comte de Grammont. Pour mieux brouiller les pistes et couper tout lien avec son pseudonyme, il chargera Jules Sandeau de rédiger un ouvrage intitulé Vie et malheurs de Horace de Saint-Aubin.

Ces textes que, selon Samuel Silvestre de Sacy, Balzac appelait « petites opérations de littérature marchande », divisent les balzaciens :  Parmi les premiers, on trouve, entre autres, Pierre Barbéris, Maurice Bardèche, Roger Pierrot[réf. nécessaire] ; dans les seconds : Balzac lui-même qui rejette ces textes au point d’en interdire la publication de son vivant, avec l’ensemble de ses œuvres complètes. 

« En dehors de La Comédie humaine, il n’y a de moi que Les Cent Contes drolatiques, deux pièces de théâtre et des articles isolés qui d’ailleurs sont signés. J’use ici d’un droit incontestable. Mais ce désaveu, quand même il atteindrait des ouvrages auxquels j’aurais collaboré, m’est commandé moins par l’amour-propre que par la vérité. Si l’on persistait à m’attribuer des livres que, littérairement parlant, je ne reconnais point pour miens, mais dont la propriété me fut confiée, je laisserais dire par la même raison que je laisse le champ libre aux calomnies. »

 Ce n’est qu’à partir de 1868 que les frères Michel Lévy lancent une édition illustrée luxueuse, puis vers la seconde moitié du XXe siècle, les études et réimpressions de luxe ou format de poche se succèdent et éveillent la curiosité des chercheurs, notamment au Japon où Balzac est un des auteurs les plus étudiés,.
En dépit de leurs défauts, ces romans de jeunesse contiennent, selon André Maurois, les germes de ses futurs romans : « Il sera un génie malgré lui. » Fabriqués dans des conditions humiliantes, longtemps ignorés, ces premiers écrits ont récemment suscité un regain d’intérêt, même si les spécialistes restent divisés sur l’importance de ces textes.
Selon Stefan Zweig, Balzac, en prostituant sa plume dans une littérature commerciale, a contracté des habitudes de facilité et de négligence qu'il lui sera très difficile de corriger par la suite. Mais il y réussira, grâce à son génie et à sa force de volonté.

### Rééditions
- Œuvres de jeunesse de Balzac illustrées : Argow le pirate, Jane la pâle, L’Excommunié, le Centenaire, Dom Gigadas, avec des dessins de Beaucé, Eugène Lampsonius (alias Eustache Lorsay), Andrieux, Coppin, Paris, Michel Lévy frères, 1868, 2 vol., t.1.
- Les Œuvres de Balzac, Lausanne, Éditions Rencontre, 1958-1962, 30 vol.
- Honoré de Balzac, Annette et le criminel, Paris, Flammarion GF, 1982  (ISBN 2080703919).
- Pierre-Georges Castex, Roland Chollet, Madeleine Ambrière-Fargeaud et Pierre Barbéris, Honoré de Balzac : « La Comédie humaine », t. XII, Paris, Gallimard, coll. « Pléiade » (no 292), 1981, 2000 p. (ISBN 2-07-010664-0, présentation en ligne).
- Pierre-Georges Castex, Roland Chollet, René Guise et Nicole Mozet, Honoré de Balzac : œuvres diverses, t. 1, Paris, Gallimard, coll. « Pléiade » (no 364), 1990, 1904 p. (ISBN 2-07-010664-0, présentation en ligne).
- Pierre-Georges Castex, Roland Chollet, René Guise et Christian Guise, Honoré de Balzac : œuvres diverses, t. 2, Paris, Gallimard, coll. « Pléiade » (no 424), 1996, 1852 p. (ISBN 2-07-011451-1, présentation en ligne).
- Honoré de Balzac (préf. André Lorant), Premiers romans, 1822-1825, Paris, Robert Laffont, coll. « Bouquins », 1999, 1039 p. (ISBN 2-221-09045-4, présentation en ligne).
- Roland Chollet, Honoré de Balzac : « La Comédie humaine », Genève, Rencontre, 1968.
- Honoré de Balzac (préf. Raymond Abellio), Louis Lambert. Les Proscrits. Jésus-Christ en Flandre, Paris, Gallimard, coll. « Folio classique » (no 1161), 1980, 320 p. (ISBN 978-2-07-037161-7, présentation en ligne).

### Ouvrages critiques
- Louis-Jules Arrigon, Les Années romantiques de Balzac, Paris, Perrin, 1927.
- Louis-Jules Arrigon, Les Débuts littéraires d’Honoré de Balzac, Paris, Perrin 1924.
- Pierre Barbéris, Balzac, Les romans de jeunesse, Slatkine, 1965 ; réimpression 1985.
- Pierre Barbéris, Balzac et le mal du siècle : 2 vol., Paris, Slatkine, 1970 (réimpr. 2002), 2122 p. (ISBN 2-05-101899-5).
- Pierre Barbéris, Le Monde de Balzac, Paris, Kimè, 1973 (réimpr. 1999), 603 p. (ISBN 2-84174-163-X).
- Maurice Bardèche, Balzac, Paris, Julliard, coll. « Les Vivants », 1980, 697 p.
- Maurice Bardèche, Balzac, romancier : la formation de l’art du roman chez Balzac, Genève, Slatkine, 1967 (réimpr. 1999), 639 p. (ISBN 2-04-015333-0).
- Marie-Bénédicte Diethelm, « La sœur-amante dans les œuvres de jeunesse », L'Année balzacienne,‎ 2001, p. 221-246 (ISBN 9782130530756, lire en ligne [PDF]).
- Gérard Gengembre, Balzac, le Napoléon des lettres, Paris, Gallimard, coll. « Découvertes », 1992, 208 p. (ISBN 978-2-07-053191-2).
- Teruo Mitimune, Exorde aux études des œuvres de jeunesse de Balzac, t. 1, Osaka, 1982.
- André Maurois, Prométhée ou la vie de Balzac, Paris, Hachette, 1965.
- Gaëtan Picon, Balzac par lui-même, Paris, Éditions du Seuil, 1956, 191 p.
- Roger Pierrot, Honoré de Balzac, Paris, Fayard, 1994 (réimpr. 1999), 582 p. (ISBN 2-213-59228-4).
- Susi Pietri, L'Invention de Balzac, Paris, PUV, 2004, 240 p. (ISBN 2-84292-153-4)
- Sainte-Beuve, Études littéraires sur Balzac, Paris, Lévy, 1882.
- Pierre Sipriot, Balzac sans masque : splendeurs et misères des passions, 1799-1850, Paris, Robert Laffont, 1992, 499 p. (ISBN 2-221-07017-8).
- Stéphane Vachon, Les Travaux et les Jours d'Honoré de Balzac : chronologie de la création balzacienne, Paris et Montréal, Presses de l'Université de Montréal / Presses du CNRS, 1992, 336 p. (ISBN 2-87682-069-2).
- Stéphane Vachon (dir.), Balzac, une poétique du roman : sixième colloque du Groupe international de recherches balzaciennes, Montréal, Université de Montréal / XYZ Éditeur, 1996 (ISBN 2-89261-170-9).
- Stéphane Vachon, « Agathise et Falthurne », Balzac, une poétique du roman, Groupe international de recherches balzaciennes, Université de Montréal, Presses Universitaires de Vincennes, 1996,  (ISBN 2892611709).
- Gilles Vannier, Dictionnaire des littératures de langue française, t. 1, Paris, Bordas, 1984, 859 p. (ISBN 2-04-015333-0).
- (en) Stefan Zweig, Balzac, New York, The Viking Press, 1946, 404 p.